# Lisiny (Walentynów)
Lisiny – część wsi Walentynów w Polsce, położona w województwie mazowieckim, w powiecie lipskim, w gminie Lipsko.
W latach 1975–1998 Lisiny administracyjnie należały do województwa radomskiego.